# Aleksandr Skvortsov
Aleksandr Aleksàndrovitx Skvortsov (rus: Aлександр Aлександрович Скворцов) és un cosmonauta rus. Va realitzar un vol espacial, en el qual va prosseguir una estada de llarga duració a bord de l'Estació Espacial Internacional. El seu vol espacial va ocórrer de l'abril al setembre de 2010 i es va enlairar com a enginyer de vol amb la nau espacial Soiuz TMA-18. Va arribar a l'estació com a part de l'Expedició 23, on Oleg Kótov fou el Comandant. Quan va començar l'Expedició 24 al juny del mateix any, Skvortsov es va convertir en Comandant. Va estar 176 dies a l'espai.